# Нью-Росс 20
Нью-Росс 20 (англ. New Ross 20) — індіанська резервація в Канаді, у провінції Нова Шотландія, у межах графства Луненбург.

## Населення
За даними перепису 2016 року, індіанська резервація не мала постійного населення.

## Клімат
Середня річна температура становить 5,8°C, середня максимальна – 22,2°C, а середня мінімальна – -12,3°C. Середня річна кількість опадів – 1 357 мм.
| Клімат поселення                              | Клімат поселення | Клімат поселення | Клімат поселення | Клімат поселення | Клімат поселення | Клімат поселення | Клімат поселення | Клімат поселення | Клімат поселення | Клімат поселення | Клімат поселення | Клімат поселення | Клімат поселення |
| Показник                                      | Січ.             | Лют.             | Бер.             | Квіт.            | Трав.            | Черв.            | Лип.             | Серп.            | Вер.             | Жовт.            | Лист.            | Груд.            |                  |
| Середній максимум, °C                         | −0,68            | −0,44            | 3,94             | 9,25             | 15,62            | 20,65            | 22,23            | 21,82            | 17,50            | 11,96            | 6,77             | 0,66             |                  |
| Середня температура, °C                       | −6,49            | −6,27            | −1,89            | 3,43             | 9,81             | 14,84            | 18,16            | 17,75            | 13,42            | 7,90             | 2,68             | −3,42            |                  |
| Середній мінімум, °C                          | −12,3            | −12,08           | −7,69            | −2,37            | 3,98             | 9,04             | 14,10            | 13,68            | 9,34             | 3,83             | −1,38            | −7,48            |                  |
| Норма опадів, мм                              | 136              | 111              | 128              | 105              | 106              | 90               | 89               | 88               | 109              | 116              | 144              | 135              |                  |
| Середньомісячна швидкість вітру, м/с          | 3.79             | 3.86             | 3.94             | 3.81             | 3.37             | 3.04             | 2.73             | 2.66             | 2.90             | 3.30             | 3.49             | 3.78             |                  |
| Середньомісячна сонячна радіація, кДж/м²·день | 5068             | 8243             | 12056            | 15032            | 18104            | 20398            | 20107            | 17899            | 13639            | 8783             | 5081             | 3897             |                  |
| --------------------------------------------- | ---------------- | ---------------- | ---------------- | ---------------- | ---------------- | ---------------- | ---------------- | ---------------- | ---------------- | ---------------- | ---------------- | ---------------- | ---------------- |
| Джерело:                                      |                  |                  |                  |                  |                  |                  |                  |                  |                  |                  |                  |                  |                  |